# Friedrich Ludwig Hauck
Friedrich Ludwig Hauck  (* 10. August 1718 in Homburg vor der Höhe; † 4. Oktober 1801 in Offenbach) war ein deutscher Porträt- und Miniaturmaler.

## Leben und Wirken
Friedrich Ludwig Hauck war ein Sohn und vermutlich auch Schüler des späteren kurpfälzischen Hofmalers Johann Jacob Hauck. Er ließ sich nach längeren Reisen in Deutschland und England 1744 in Frankfurt am Main als Porträt- und Miniaturmaler nieder und wurde 1752 Geschworener der Malerzunft. Später wirkte er gemeinsam mit seinem Sohn, dem Maler Johann Ludwig Hauck (1759–1797), in der Provinz Friesland und in Groningen in den Niederlanden.
Die wesentlichen Gebiete des Schaffens von Friedrich Ludwig Hauck lagen im Bereich des Porträts sowie des Konversationsstücks nach holländischem Vorbild.